# Leyla Assaf-Tengroth
Leyla Assaf-Tengroth (àrab: ليلى عساف-تانجروث, Laylà ʿAssāf-Tānjrūt) (Beirut, 27 de juny de 1946), nascuda Leyla Thérése Assaf, és una reportera, realitzadora i escriptora libanesa establerta a Suècia. Ha rodat numerosos documentals, la majoria dels quals per les televisions públiques nòrdiques (SVT, NRK, DR), i és la directora de la premiada pel·lícula de ficció Frihetsligan. Gran part de la seva obra tracta temes com la pobresa mundial, la posició de la dona en diferents cultures i la situació política i social als països de l'Orient Pròxim i Àfrica.

## Biografia
Leyla Assaf-Tengroth va néixer a Líban en el si d'una família maronita. Quan tenia 19 anys es va casar amb un soldat suec i es va traslladar a Suècia, on va passar gran part de la seva vida adulta i on van créixer els seus fills.
El 1976 va realitzar 3 curtmetratges pels Nacions Units i a partir de l'any 1978 va iniciar la col·laboració amb el canal de la televisió sueca SVT. L'any 1984, Assaf-Tengroth que havia viscut 4 anys a Guinea Bissau, va dirigir el documental Vår gud är en kvinna (El nostre deu és una dona) sobre una societat matriarcal a les illes Bijagós. El documental es va vendre a 60 diferents canals de televisió arreu del món.
L'any 1994 va rodar la seva primera pel·lícula de ficció Frihetsligan, basada en la història real d'una nena libanesa de 10 anys que va liderar una banda criminal. El film va tenir un gran èxit comercial al Líban, i va guanyar el premi especial del jurat al festival internacional de Cinema de l'Índia el 1996, mentre que la protagonista Rim Al Hamad va guanyar el premi Nagib Mahfouz a la Millor Actriu. A Suècia, però, el film va rebre crítiques mixtes. L'any 2002 la directora va tornar a trobar-se amb la protagonista Rim que s'havia casat amb 13 anys, i en va fer el documental Huvudrollen. Al cap de sis anys va dirigir un nou documental Inte som min syster (No com la meva germana) centrat en Dalida, la germana petita de Rim, que es negava a casar-se contra la seva voluntat.
Després de tres anys de rodatge a Líban, l'any 2011 Leyla Assaf-Tengroth va acabar el documental Kampen för en ny chans! (Lluita per a una nova oportunitat), que segueix una família cristiana d'Irak que s'ha refugiat a Líban. Amb aquesta pel·lícula, la directora va voler cridar l'atenció cap a la persecució dels cristians a l'orient proper, on segons ella la presència de la comunitat cristiana estava amenaçada.
L'any 2013 es va estrenar el documental Kvinnornas ö (L'illa de les dones) en que la directora torna a les illes Bijagós dues dècades després dels esdeveniments de Vår gud är en kvinna. Les estructures socials havien canviat en gran manera, i la societat s'havia modernitzat: molts joves havien fugit a les ciutats i els homes jugaven futbol en lloc de ballar danses tradicionals per a atreure dones. Tot i això encara hi havia gent que respectava les tradicions antigues. El film segueix Elisa, una jove mare soltera que vol casar-se amb un noi malgrat la mare d'ella no hi està d'acord.
El 2015, Leyla Assaf-Tengroth tornà a fer un documental sobre la família de Rim, titulat Rim och hennes systrar (Rim i les seves germanes), que narra les peripècies de la família arran de la Guerra Civil de Síria.

## Filmografia (selecció)[4][11]
- 1984 Vår gud är en kvinna
- 1985 Före katastrofen
- 1986 En 12-årig svensk flicka i Angola
- 1988 Martyrer
- 1991 Amelia
- 1991 Flykten
- 1994 Frihetsligan
- 2002 Huvudrollen
- 2008 Inte som min syster
- 2011 Kampen för en ny chans!
- 2013 Kvinnornas ö
- 2015 Rim och hennes systrar